# Pisó (cònsol)
Luci Calpurni Pisó (en llatí Lucius Calpurnius Piso) va ser un magistrat romà que va viure al segle ii, durant els mandats dels emperadors Antoní Pius, Luci Ver i Marc Aureli i Còmmode.
Formava part de la gens Calpúrnia, una important família d'origen plebeu. Era fill de Gai Calpurni Pisó, que va ser cònsol l'any 111 durant el mandat de Trajà, i de Cornèlia Orfita, filla de Servi Escipió Orfit, cònsol l'any 149
L'any 175, va ser elegit cònsol amb Publi Salvi Julià, sota el regnat de Còmmode i Marc Aureli.